# Збышин
Збы́шин (бел. Збышын, Збушын) — деревня в Кировском районе Могилевской области Республики Беларусь

## Географическое положение
Находится на берегу реки Вепринка, в 60 км от Могилёва.

## История

### Речь Посполитая
Первое упоминание относится к XVI веку.

### Российская империя
В 1887 году основана церковно-приходская школа (на 1894 г. — 27 мальчиков и 1 девочка, на 1913 г. — 37 и 19).

### СССР
Ранее входила в Грибовецкий сельсовет, с 2009 года — в составе Боровицкого сельсовета.